# Liste der österreichischen Umweltminister
Diese Liste gibt die für Umweltschutz und verwandte Themen zuständigen Bundesminister in der  Zweiten Republik Österreich wieder.
Das Portefeuille gibt es seit 1972, als es von Bruno Kreisky in Bezug auf den zunehmend wichtigen Umweltgedanken geschaffen wurden.
Der Ministerposten wurde anfangs als Umweltschutzminister und Teil des Gesundheitsministeriums geführt, ab 1987 als Umweltminister und Teil des Familienministeriums. Unter Franz Vranitzky gab es 1995/96 kurzfristig ein reines Umweltministerium, dann kehrte man zur vorherigen Form zurück. Ab 2000 firmierte das Amt durch Wolfgang Schüssel als Minister für Umwelt und Wasserwirtschaft – aufgrund der Bedeutung, die mit der Wasserrahmenrichtlinie 2000/60/EG diesem Sektor in der EU beigemessen wird – und ist Teil des Landwirtschaftsministeriums. Ab der ersten Regierung Sebastian Kurz (2018) hieß das Umweltressort Nachhaltigkeit, und wird mit dem Tourismusministerium zusammen geführt. 2020 wurde Umwelt mit den Energieagenden an das Verkehrsministerium abgegeben und der Klimaschutz in den Vordergrund gestellt. Seit 2025 sind Umwelt- und Klimaschutz erneut im Landwirtschaftsministerium gefasst. 
| Name                  | Partei | Amtsantritt   | Amtsende      | Zuständigkeit | Behörde (kurz) | Regierungen                                |
| --------------------- | ------ | ------------- | ------------- | --- | -------------- | ------------------------------------------ |
| Ingrid Leodolter      | SPÖ    | 2. Feb. 1972  | 8. Okt. 1979  | Bundesministerin für Gesundheit und Umweltschutz | BMGU           | Kreisky (II, III, IV)                      |
| Hertha Firnberg       | SPÖ    | 8. Okt. 1979  | 5. Nov. 1979  | mit der Leitung des Bundesministeriums für Gesundheit und Umweltschutz betraut | BMGU           | Kreisky (IV)                               |
| Herbert Salcher       | SPÖ    | 5. Nov. 1979  | 20. Jan. 1981 | Bundesminister für Gesundheit und Umweltschutz | BMGU           | Kreisky (IV)                               |
| Kurt Steyrer          | SPÖ    | 20. Jan. 1981 | 17. Dez. 1985 | Bundesminister für Gesundheit und Umweltschutz | BMGU           | Kreisky (IV) Sinowatz                      |
| Franz Kreuzer         | SPÖ    | 17. Dez. 1985 | 21. Jan. 1987 | Bundesminister für Gesundheit und Umweltschutz | BMGU           | Sinowatz Vranitzky (I)                     |
| Marilies Flemming     | ÖVP    | 21. Jan. 1987 | 5. März 1991  | mit der vorläufigen Leitung des Bundesministeriums für Gesundheit und Umweltschutz betraut (bis 31. März 1987) Bundesministerin für Umwelt, Jugend und Familie (ab 1. April 1987) | BMGU BMUJF     | Vranitzky (II, III)                        |
| Ruth Feldgrill-Zankel | ÖVP    | 5. März 1991  | 25. Nov. 1992 | Bundesministerin für Umwelt, Jugend und Familie | BMUJF          | Vranitzky (III)                            |
| Maria Rauch-Kallat    | ÖVP    | 25. Nov. 1992 | 4. Mai 1995   | Bundesministerin für Umwelt, Jugend und Familie (bis 31. Dezember 1994) Bundesministerin für Umwelt (ab 1. Januar 1995) | BMUJF BMU      | Vranitzky (III, IV)                        |
| Martin Bartenstein    | ÖVP    | 4. Mai 1995   | 4. Feb. 2000  | Bundesminister für Umwelt (bis 30. April 1996) Bundesminister für Umwelt, Jugend und Familie (ab 1. Mai 1996) | BMU BMUJF      | Vranitzky (IV, V) Klima                    |
| Wilhelm Molterer      | ÖVP    | 4. Feb. 2000  | 28. Feb. 2003 | mit der vorläufigen Leitung des Bundesministeriums für Umwelt, Jugend und Familie betraut (bis 31. März 2000) Bundesminister für Land- und Forstwirtschaft, Umwelt und Wasserwirtschaft (ab 1. April 2000) | BMUJF BMLFUW   | Schüssel (I)                               |
| Josef Pröll           | ÖVP    | 28. Feb. 2003 | 2. Dez. 2008  | Bundesminister für Land- und Forstwirtschaft, Umwelt und Wasserwirtschaft | BMLFUW         | Schüssel (II) Gusenbauer                   |
| Nikolaus Berlakovich  | ÖVP    | 2. Dez. 2008  | 16. Dez. 2013 | Bundesminister für Land- und Forstwirtschaft, Umwelt und Wasserwirtschaft | BMLFUW         | Faymann (I)                                |
| Andrä Rupprechter     | ÖVP    | 16. Dez. 2013 | 18. Dez. 2017 | Bundesminister für Land- und Forstwirtschaft, Umwelt und Wasserwirtschaft | BMLFUW         | Faymann (II) Kern                          |
| Elisabeth Köstinger   | ÖVP    | 18. Dez. 2017 | 3. Juni 2019  | Bundesministerin für Land- und Forstwirtschaft, Umwelt und Wasserwirtschaft (bis 7. Januar 2018) Bundesministerin für Nachhaltigkeit und Tourismus (ab 8. Januar 2018) interim. 9. Jul.–26. Aug. 2018 Juliane Bogner-Strauß betraut mit der Vertretung der Bundesministerin (zu der Zeit BM f. Frauen, Familien u. Jugend im BKA) | BMLFUW BMNT    | Kurz (I), Löger                            |
| Maria Patek           | Unabh. | 3. Juni 2019  | 7. Jan. 2020  | Bundesministerin für Nachhaltigkeit und Tourismus | BMNT           | Bierlein                                   |
| Elisabeth Köstinger   | ÖVP    | 7. Jan. 2020  | 28. Jan. 2020 | Bundesministerin für Nachhaltigkeit und Tourismus | BMNT           | Kurz II                                    |
| Leonore Gewessler     | GRÜNE  | 28. Jan. 2020 | 3. März 2025  | Bundesministerin für Klimaschutz, Umwelt, Energie, Mobilität, Innovation und Technologie | BMK            | Kurz II Schallenberg Nehammer Schallenberg |
| Peter Hanke           | SPÖ    | 3. März 2025  | 31. März 2025 | Bundesminister für Klimaschutz, Umwelt, Energie, Mobilität, Innovation und Technologie | BMK            | Stocker                                    |
| Norbert Totschnig     | ÖVP    | 1. Apr. 2025  |               | Bundesminister für Land- und Forstwirtschaft, Klima- und Umweltschutz, Regionen und Wasserwirtschaft | BMLUK          | Stocker                                    |

| ÖVP   | Österreichische Volkspartei            |
| SPÖ   | Sozialdemokratische Partei Österreichs |
| GRÜNE | Die Grünen – Die Grüne Alternative     |